# Coupe de la Ligue anglaise de football 1985-1986
Navigation
Édition précédente Édition suivante
La Coupe de la Ligue anglaise de football 1985-1986 est la 26e édition de la Coupe de la Ligue anglaise de football. Également appelée Milk Cup, car sponsorisée par le Milk Marketing Board, elle regroupe les 92 meilleurs clubs d'Angleterre.
La compétition est remportée par Oxford United, qui bat Queens Park Rangers en finale par 3 buts à 0. Les clubs anglais étant privés de toute participation aux compétitions européennes depuis le drame du Heysel, Oxford United n'est pas autorisé à participer à la Coupe UEFA 1986-1987.

## Premier tour
56 équipes participent au premier tour : les clubs de troisième et quatrième division, ainsi que 8 clubs de deuxième division (les trois promus et les cinq classés entre la 15e et la 19e place pendant la saison précédente).
| Équipe 1            | Match aller | Match retour | Score cumulé | Équipe 2                | Dates        | Dates             |
| Équipe 1            | Match aller | Match retour | Score cumulé | Équipe 2                | Aller        | Retour            |
| ------------------- | ----------- | ------------ | ------------ | ----------------------- | ------------ | ----------------- |
| Aldershot           | 1 – 3       | 2 – 2        | 3 – 5        | Leyton Orient           | 20 août 1985 | 3 septembre 1985  |
| Bolton Wanderers    | 4 – 1       | 1 – 1        | 5 – 2        | Stockport County        | 20 août 1985 | 3 septembre 1985  |
| Bradford City       | 2 – 2       | 4 – 3 a.p.   | 6 – 5        | Chesterfield            | 21 août 1985 | 3 septembre 1985  |
| Bristol Rovers      | 2 – 0       | 0 – 1        | 2 – 1        | Newport County          | 20 août 1985 | 3 septembre 1985  |
| Burnley             | 2 – 1       | 3 – 5        | 5 – 6        | Bury                    | 20 août 1985 | 3 septembre 1985  |
| Cambridge United    | 1 – 1       | 0 – 2        | 1 – 3        | Brentford               | 20 août 1985 | 3 septembre 1985  |
| Cardiff City        | 2 – 1       | 1 – 3        | 3 – 4        | Swansea City            | 20 août 1985 | 3 septembre 1985  |
| Charlton Athletic   | 1 – 2       | 1 – 1        | 2 – 3        | Crystal Palace          | 20 août 1985 | 3 septembre 1985  |
| Colchester United   | 2 – 3       | 1 – 4        | 3 – 7        | Millwall                | 21 août 1985 | 3 septembre 1985  |
| Crewe Alexandra     | 3 – 3       | 4 – 3        | 7 – 6        | Carlisle United         | 20 août 1985 | 3 septembre 1985  |
| Darlington          | 3 – 2       | 0 – 0        | 3 – 2        | Scunthorpe United       | 20 août 1985 | 10 septembre 1985 |
| Derby County        | 3 – 0       | 0 – 2        | 3 – 2        | Hartlepool United       | 21 août 1985 | 4 septembre 1985  |
| Halifax Town        | 1 – 1       | 0 – 3        | 1 – 4        | Hull City               | 20 août 1985 | 3 septembre 1985  |
| Hereford United     | 5 – 1       | 0 – 2        | 5 – 3        | Bristol City            | 21 août 1985 | 3 septembre 1985  |
| Mansfield Town      | 2 – 0       | 4 – 4        | 6 – 4        | Middlesbrough           | 21 août 1985 | 3 septembre 1985  |
| Notts County        | 1 – 0       | 1 – 2 a.p.   | 2 – 2        | Doncaster Rovers        | 20 août 1985 | 3 septembre 1985  |
| Peterborough United | 0 – 0       | 0 – 2        | 0 – 2        | Northampton Town        | 21 août 1985 | 3 septembre 1985  |
| Plymouth Argyle     | 2 – 1       | 0 – 2        | 2 – 3        | Exeter City             | 20 août 1985 | 4 septembre 1985  |
| Preston North End   | 2 – 1       | 3 – 1        | 5 – 2        | Blackpool               | 20 août 1985 | 3 septembre 1985  |
| Reading             | 1 – 3       | 0 – 2        | 1 – 5        | Bournemouth             | 21 août 1985 | 3 septembre 1985  |
| Rotherham United    | 1 – 3       | 1 – 5        | 2 – 8        | Sheffield United        | 20 août 1985 | 3 septembre 1985  |
| Southend United     | 1 – 1       | 0 – 2        | 1 – 3        | Gillingham              | 20 août 1985 | 3 septembre 1985  |
| Torquay United      | 1 – 2       | 2 – 2        | 3 – 4        | Swindon Town            | 20 août 1985 | 3 septembre 1985  |
| Tranmere Rovers     | 1 – 3       | 0 – 0        | 1 – 3        | Chester City            | 28 août 1985 | 4 septembre 1985  |
| Walsall             | 4 – 1       | 1 – 0        | 5 – 1        | Wolverhampton Wanderers | 20 août 1985 | 3 septembre 1985  |
| Wigan Athletic      | 2 – 1       | 0 – 2        | 2 – 3        | Port Vale               | 20 août 1985 | 2 septembre 1985  |
| Wrexham             | 4 – 0       | 1 – 2        | 5 – 2        | Rochdale                | 20 août 1985 | 3 septembre 1985  |
| York City           | 2 – 1       | 2 – 1        | 4 – 2        | Lincoln City            | 20 août 1985 | 4 septembre 1985  |

## Deuxième tour
64 équipes participent au deuxième tour : les 28 vainqueurs du premier tour auxquels s'ajoutent les 14 équipes restantes de deuxième division et les 22 équipes de première division.
| Équipe 1               | Match aller | Match retour | Score cumulé        | Équipe 2            | Dates             | Dates           |
| Équipe 1               | Match aller | Match retour | Score cumulé        | Équipe 2            | Aller             | Retour          |
| ---------------------- | ----------- | ------------ | ------------------- | ------------------- | ----------------- | --------------- |
| Brentford              | 2 – 2       | 0 – 2        | 2 – 4               | Sheffield Wednesday | 25 septembre 1985 | 15 octobre 1985 |
| Brighton & Hove Albion | 5 – 2       | 2 – 0        | 7 – 2               | Bradford City       | 25 septembre 1985 | 9 octobre 1985  |
| Bristol Rovers         | 2 – 3       | 1 – 2        | 3 – 5               | Birmingham City     | 24 septembre 1985 | 9 octobre 1985  |
| Bury                   | 1 – 2       | 1 – 2        | 2 – 4               | Manchester City     | 25 septembre 1985 | 9 octobre 1985  |
| Chester City           | 1 – 2       | 2 – 7        | 3 – 9               | Coventry City       | 25 septembre 1985 | 9 octobre 1985  |
| Crewe Alexandra        | 1 – 3       | 2 – 3        | 3 – 6               | Watford             | 24 septembre 1985 | 8 octobre 1985  |
| Crystal Palace         | 0 – 1       | 0 – 1        | 0 – 2               | Manchester United   | 24 septembre 1985 | 9 octobre 1985  |
| Derby County           | 2 – 0       | 1 – 1        | 3 – 1               | Leicester City      | 25 septembre 1985 | 9 octobre 1985  |
| Everton                | 3 – 2       | 2 – 0        | 5 – 2               | Bournemouth         | 25 septembre 1985 | 7 octobre 1985  |
| Exeter City            | 1 – 4       | 1 – 8        | 2 – 12              | Aston Villa         | 25 septembre 1985 | 9 octobre 1985  |
| Fulham                 | 1 – 1       | 4 – 2 a.p.   | 5 – 3               | Notts County        | 24 septembre 1985 | 8 octobre 1985  |
| Gillingham             | 1 – 3       | 1 – 2        | 2 – 5               | Portsmouth          | 24 septembre 1985 | 8 octobre 1985  |
| Grimsby Town           | 1 – 1       | 3 – 2        | 4 – 3               | York City           | 24 septembre 1985 | 8 octobre 1985  |
| Hereford United        | 0 – 0       | 1 – 2 a.p.   | 1 – 2               | Arsenal             | 25 septembre 1985 | 8 octobre 1985  |
| Ipswich Town           | 3 – 1       | 4 – 1        | 7 – 2               | Darlington          | 24 septembre 1985 | 8 octobre 1985  |
| Leeds United           | 0 – 0       | 3 – 0        | 3 – 0               | Walsall             | 25 septembre 1985 | 8 octobre 1985  |
| Liverpool              | 3 – 0       | 5 – 2        | 8 – 2               | Oldham Athletic     | 24 septembre 1985 | 9 octobre 1985  |
| Mansfield Town         | 2 – 2       | 0 – 2        | 2 – 4               | Chelsea             | 25 septembre 1985 | 9 octobre 1985  |
| Millwall               | 0 – 0       | 0 – 0 a.p.   | 0 – 0, 4 – 5 t.a.b. | Southampton         | 25 septembre 1985 | 8 octobre 1985  |
| Newcastle United       | 0 – 0       | 1 – 1        | 1 – 1               | Barnsley            | 25 septembre 1985 | 8 octobre 1985  |
| Nottingham Forest      | 4 – 0       | 3 – 0        | 7 – 0               | Bolton Wanderers    | 25 septembre 1985 | 8 octobre 1985  |
| Leyton Orient          | 2 – 0       | 0 – 4        | 2 – 4               | Tottenham Hotspur   | 23 septembre 1985 | 30 octobre 1985 |
| Oxford United          | 2 – 1       | 2 – 0        | 4 – 1               | Northampton Town    | 25 septembre 1985 | 8 octobre 1985  |
| Preston North End      | 1 – 1       | 1 – 2        | 2 – 3               | Norwich City        | 30 septembre 1985 | 9 octobre 1985  |
| Queens Park Rangers    | 3 – 0       | 5 – 1        | 8 – 1               | Hull City           | 24 septembre 1985 | 8 octobre 1985  |
| Sheffield United       | 1 – 2       | 1 – 3        | 2 – 5               | Luton Town          | 24 septembre 1985 | 8 octobre 1985  |
| Shrewsbury Town        | 2 – 3       | 2 – 0        | 4 – 3               | Huddersfield Town   | 24 septembre 1985 | 8 octobre 1985  |
| Sunderland             | 3 – 2       | 1 – 3 a.p.   | 4 – 5               | Swindon Town        | 24 septembre 1985 | 8 octobre 1985  |
| West Bromwich Albion   | 1 – 0       | 2 – 2        | 3 – 2               | Port Vale           | 24 septembre 1985 | 8 octobre 1985  |
| West Ham United        | 3 – 0       | 3 – 2        | 6 – 2               | Swansea City        | 24 septembre 1985 | 8 octobre 1985  |
| Wimbledon              | 5 – 0       | 1 – 2        | 6 – 2               | Blackburn Rovers    | 24 septembre 1985 | 8 octobre 1985  |
| Wrexham                | 0 – 1       | 0 – 1        | 0 – 2               | Stoke City          | 24 septembre 1985 | 8 octobre 1985  |

## Troisième tour
32 équipes participent au troisième tour : les vainqueurs des rencontres du deuxième tour. Le système de matches aller et retour est abandonné au profit de matches uniques.
| Équipe 1          | Score | Équipe 2               | Date            |
| ----------------- | ----- | ---------------------- | --------------- |
| Birmingham City   | 1 – 1 | Southampton            | 29 octobre 1985 |
| Chelsea           | 1 – 1 | Fulham                 | 29 octobre 1985 |
| Coventry City     | 0 – 0 | West Bromwich Albion   | 29 octobre 1985 |
| Derby County      | 1 – 2 | Nottingham Forest      | 30 octobre 1985 |
| Grimsby Town      | 0 – 2 | Ipswich Town           | 29 octobre 1985 |
| Leeds United      | 0 – 3 | Aston Villa            | 30 octobre 1985 |
| Liverpool         | 4 – 0 | Brighton & Hove Albion | 29 octobre 1985 |
| Luton Town        | 0 – 2 | Norwich City           | 29 octobre 1985 |
| Manchester City   | 1 – 2 | Arsenal                | 30 octobre 1985 |
| Manchester United | 1 – 0 | West Ham United        | 29 octobre 1985 |
| Oxford United     | 3 – 1 | Newcastle United       | 30 octobre 1985 |
| Portsmouth        | 2 – 0 | Stoke City             | 29 octobre 1985 |
| Shrewsbury Town   | 1 – 4 | Everton                | 29 octobre 1985 |
| Swindon Town      | 1 – 0 | Sheffield Wednesday    | 29 octobre 1985 |
| Tottenham Hotspur | 2 – 0 | Wimbledon              | 6 novembre 1985 |
| Watford           | 0 – 1 | Queens Park Rangers    | 29 octobre 1985 |

Trois rencontres doivent être rejouées :
| Équipe 1             | Score | Équipe 2        | Date            |
| -------------------- | ----- | --------------- | --------------- |
| Southampton          | 3 – 0 | Birmingham City | 6 novembre 1985 |
| Fulham               | 0 – 1 | Chelsea         | 6 novembre 1985 |
| West Bromwich Albion | 4 – 3 | Coventry City   | 6 novembre 1985 |

## Quatrième tour
| Équipe 1            | Score | Équipe 2             | Date             |
| ------------------- | ----- | -------------------- | ---------------- |
| Arsenal             | 0 – 0 | Southampton          | 19 novembre 1985 |
| Aston Villa         | 2 – 2 | West Bromwich Albion | 19 novembre 1985 |
| Chelsea             | 2 – 2 | Everton              | 26 novembre 1985 |
| Ipswich Town        | 6 – 1 | Swindon Town         | 26 novembre 1985 |
| Liverpool           | 2 – 1 | Manchester United    | 26 novembre 1985 |
| Oxford United       | 3 – 1 | Norwich City         | 19 novembre 1985 |
| Queens Park Rangers | 3 – 1 | Nottingham Forest    | 25 novembre 1985 |
| Tottenham Hotspur   | 0 – 0 | Portsmouth           | 19 novembre 1985 |

Quatre rencontres doivent être rejouées :
| Équipe 1             | Score | Équipe 2          | Date             |
| -------------------- | ----- | ----------------- | ---------------- |
| Southampton          | 0 – 3 | Arsenal           | 26 novembre 1985 |
| West Bromwich Albion | 1 – 2 | Aston Villa       | 26 novembre 1985 |
| Everton              | 1 – 2 | Chelsea           | 10 décembre 1985 |
| Portsmouth           | 0 – 0 | Tottenham Hotspur | 26 novembre 1985 |

Une rencontre doit être rejouée à nouveau :
| Équipe 1          | Score | Équipe 2   | Date             |
| ----------------- | ----- | ---------- | ---------------- |
| Tottenham Hotspur | 0 – 1 | Portsmouth | 10 décembre 1985 |

## Cinquième tour
| Équipe 1            | Score | Équipe 2     | Date            |
| ------------------- | ----- | ------------ | --------------- |
| Aston Villa         | 1 – 1 | Arsenal      | 22 janvier 1986 |
| Liverpool           | 3 – 0 | Ipswich Town | 21 janvier 1986 |
| Oxford United       | 3 – 1 | Portsmouth   | 22 janvier 1986 |
| Queens Park Rangers | 1 – 1 | Chelsea      | 22 janvier 1986 |

Deux rencontres doivent être rejouées :
| Équipe 1 | Score      | Équipe 2            | Date            |
| -------- | ---------- | ------------------- | --------------- |
| Arsenal  | 1 – 2      | Aston Villa         | 4 février 1986  |
| Chelsea  | 0 – 2 a.p. | Queens Park Rangers | 29 janvier 1986 |

## Demi-finales
Les demi-finales sont à nouveau disputées en matches aller et retour.

### Matches aller
| 12 février 1986 | Queens Park Rangers | 1 – 0 | Liverpool | Loftus Road (Londres) |                      |
|                 | Fenwick             |       |           | Spectateurs : 15 051  | Spectateurs : 15 051 |

| 4 mars 1986 | Aston Villa      | 2 – 2 | Oxford United | Villa Park (Birmingham) |                      |
|             | Birch · Stainrod |       | Aldridge      | Spectateurs : 23 098    | Spectateurs : 23 098 |

### Matches retour
| 5 mars 1986 | Liverpool          | 2 – 2 | Queens Park Rangers | Anfield (Liverpool)  |                      |
|             | McMahon · Johnston |       | Whelan · Gillespie  | Spectateurs : 23 863 | Spectateurs : 23 863 |

| 12 mars 1986 | Oxford United      | 2 – 1 | Aston Villa | Manor Ground (Oxford) |                      |
|              | Phillips · Charles |       | Walters     | Spectateurs : 13 989  | Spectateurs : 13 989 |

## Finale
| 20 avril 1986 | Oxford United                            | 3 – 0 | Queens Park Rangers | Stade de Wembley (Londres)                     |                                                |
|               | Hebberd 40e · Houghton 52e · Charles 86e |       |                     | Spectateurs : 90 396 Arbitrage : Keith Hackett | Spectateurs : 90 396 Arbitrage : Keith Hackett |